# Perla grandis
Perla grandis és una espècie d'insecte plecòpter pertanyent a la família dels pèrlids.

## Alimentació
La nimfa és una depredadora important de quironòmids, tot i que també menja matèria vegetal.

## Hàbitat
En el seu estadi immadur és aquàtic i viu a l'aigua dolça, mentre que com a adult és terrestre i volador. A la península Ibèrica es troba entre 438 i 2.500 m d'altitud.

## Distribució geogràfica
Es troba a Europa (des de Sierra Nevada -l'Estat espanyol- fins a Bèlgica, Polònia, la península Itàlica, Sicília, els Carpats -Ucraïna i Romania- i Croàcia), l'Àfrica del Nord (el Marroc) i el Caucas.